# 금 조항

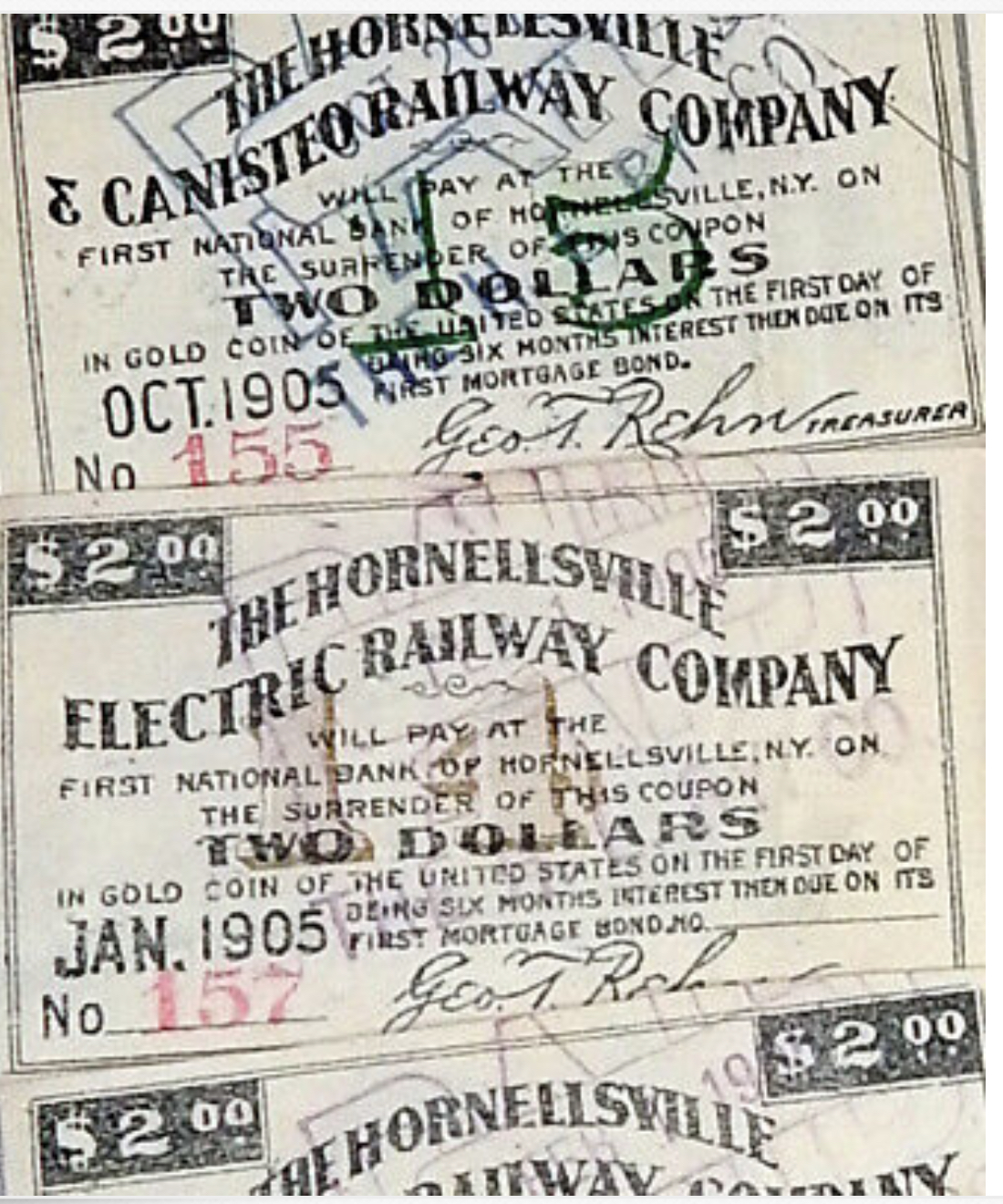
액면가가 "금화로 지급"된다고 명시된 채권 쿠폰

계약 내의 금 조항(영어: Gold clause)은 채권자에게 금 또는 금 등가물로 지불을 받을 수 있는 선택권을 부여한다. 금 조항은 장기 계약에서 채권자에게 가치 있는 것으로 입증될 수 있으며, 이때 계약이 체결된 시점에 사용되던 통화가 지불 기한이 되었을 때에도 동일한 가치를 가질지 여부에 대한 의문이 제기될 수 있다. 인플레이션, 전쟁, 정부 변화, 그리고 통화의 미래 가치에 대한 다른 불확실성에 대한 채권자의 우려는 계약 내에 금 조항을 채택하는 일반적인 이유가 된다.

## 개요
이러한 조항들은 20세기 초에 흔했다. 그러나 미국에서의 사용은 1933년 6월 5일의 공동 결의(Pub. Res. 73–10)와 1934년의 금준비법에 의해 무효화되었다. 의회는 나중에 1977년 10월 28일 이후 발행된 계약에 대해 금 조항을 다시 강제할 수 있도록 했으며, 이는 31 U.S.C. § 5118(d)(2)에 성문화되어 있다.
2008년, 미국 제6항소법원은 216 Jamaica Avenue, LLC 대 S&R Playhouse Realty Co. 판결에서 그러한 조항의 강제성을 확인했다.

## 같이 보기
- 에스컬레이터 조항
- 금 조항 판례